# The Incredible Dr. Pol
The Incredible Dr. Pol är en amerikansk dokusåpa på Nat Geo Wild som följer den nederländska veterinären Jan Pol, samt hans familj och anställda på hans mottagning på landsbygden i Weidman, Michigan. Serien hade premiär 2011 och har två säsonger varje år, totalt 17 säsonger till augusti 2020.

## Roller

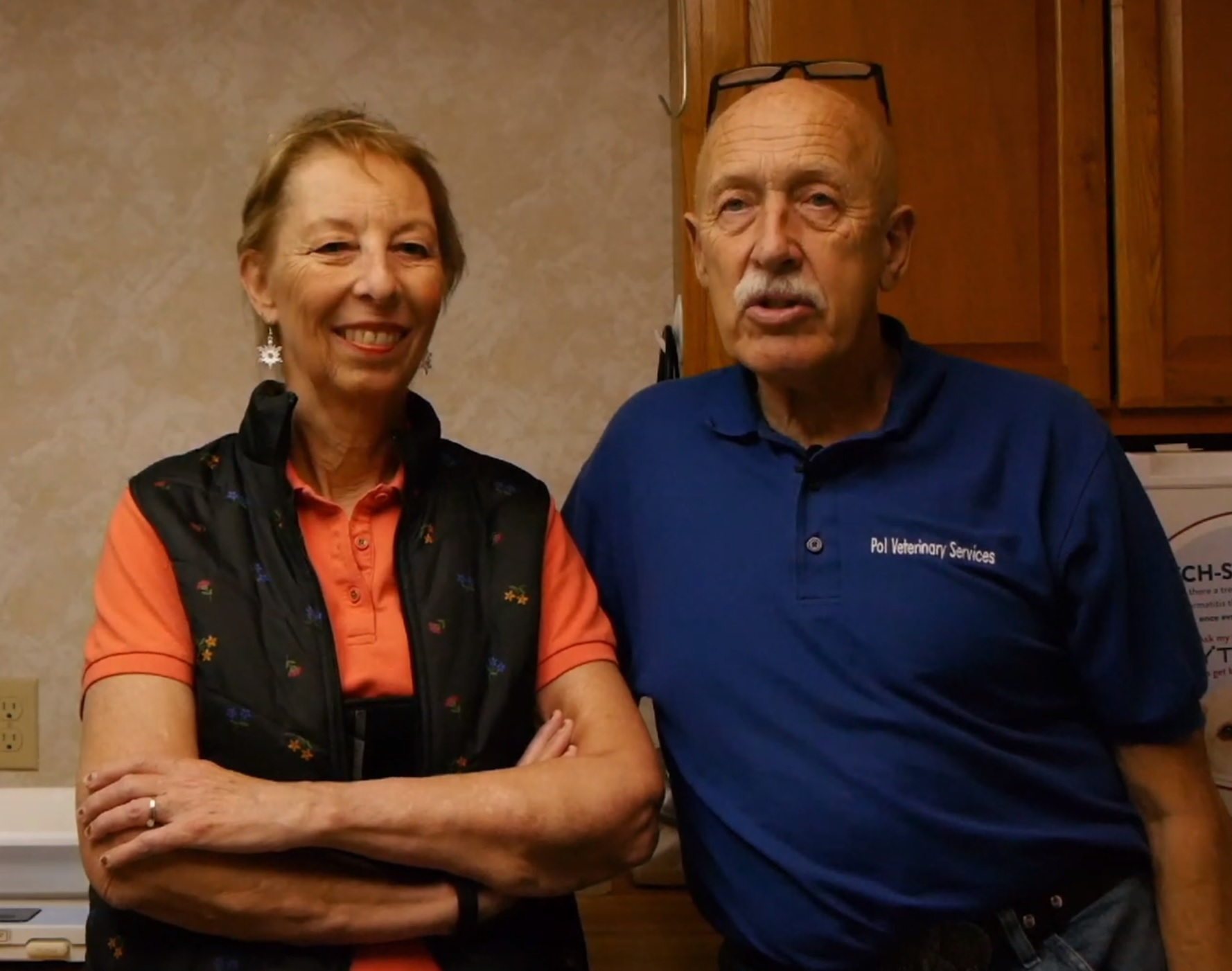
Diane och Jan Pol 2019

- Jan Pol, född den 4 september 1942, i Wateren, Nederländerna.[5] Studerade veterinärmedicin vid Utrecht University och tog examen 1970. Flyttade med sin fru Diane till Harbor Beach, Michigan, där Pol arbetade för en veterinär i mer än 10 år. De flyttade sedan till Weidman, Michigan, där de startade sin egen praktik, Pol Veterinary Services, 1981.[6][7][8] På grund av otillgängligheten av akutvårdsdjursjukhus på landsbygden utgör nödsituationer en stor del av praktiken.[9]
- Diane Pol, född i Mayville, Michigan 1943. Träffade Jan Pol när han var utbytesstudent vid Mayville High School 1961. Hon har en magisterexamen i specialläsning och brukade vara lärare på Harbor Beach Elementary School. Diane och Jan har varit gifta i 50 år.[10]
- Charles Pol, utexaminerad från University of Miami i Florida, 2003[11], är producent.[2][12]
- Brenda Grettenberger, född 1967 i Eaton Rapids, Michigan. Tog examen från Michigan State University College of Veterinary Medicine 1992.[13]
- Emily Thomas, född 1984 i Warner Robins, Georgia. Tog examen från University of Georgia College of Veterinary Medicine 2010, är gift och mamma till tre barn. Emily lämnade praktiken (och dokusåpan) 2019.[14]